# Baron Coleraine
Baron Coleraine ist ein erblicher britischer Adelstitel, der bisher dreimal verliehen wurde, zweimal in der Peerage of Ireland und einmal in der Peerage of the United Kingdom.

## Verleihungen

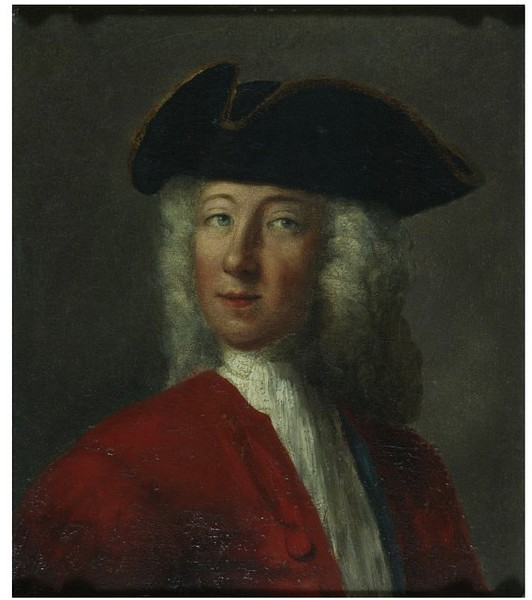
Henry Hare, 3. Baron Coleraine

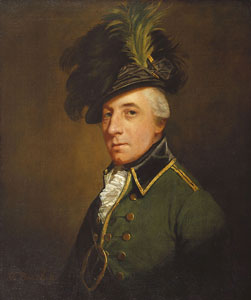
George Hanger, 4. Baron Coleraine

Erstmals wurde der Titel am 31. August 1625 in der Peerage of Ireland für den englischen Höfling Hugh Hare geschaffen. Dessen Sohn, der 2. Baron, war 1679 bis 1681 Abgeordneter im House of Commons für Old Sarum, dessen Enkel, der 3. Baron, 1730 bis 1734 Abgeordneter für Boston. Der Titel erlosch mit dem Tod des 3. Barons am 10. August 1749.
Am 26. Februar 1762 in der Peerage of Ireland zugunsten von Gabriel Hanger neu geschaffen. Dieser war ein Cousin von Anne Hanger, der Ehefrau des letzten Barons erster Verleihung. Er war 1753 bis 1761 Unterhausabgeordneter für Maidstone und 1763 bis 1768 Bridgwater. Der dritte Baron vertrat die Wahlkreise East Retford (1775–1778), Aldborough (1778–1780) und St. Michael (1780–1784) im Unterhaus. Der vierte Baron war ein Soldat und exzentrischer Politiker, nach dessen Tod am 31. März 1824 der Titel erlosch.
Zum dritten Mal wurde der Titel Baron Coleraine, of Haltemprice in the East Riding of Yorkshire, am 16. Februar 1954 in der Peerage of the United Kingdom für den konservativen Politiker Richard Law geschaffen. Er war der jüngste Sohn des ehemaligen Ministerpräsidenten Andrew Bonar Law und war zuvor Unterhausabgeordneter für die Wahlkreise Kingston upon Hull SW (1931–1945), Kensington South (1945–1950) und Haltemprice (1950–1954), sowie 1943 bis 1945 Staatsminister und 1945 Bildungsminister. Nach seinem Tod ging der Titel 1980 auf seinen ältesten Sohn als 2. Baron über; seit 2020 hat sein Enkel den Titel als 3. Baron inne.

## Liste der Barone Coleraine

### Barone Coleraine, erste Verleihung (1625)
- Hugh Hare, 1. Baron Coleraine (1606–1667)
- Henry Hare, 2. Baron Coleraine (1636–1708)
- Henry Hare, 3. Baron Coleraine (1694–1749)

### Barone Coleraine, zweite Verleihung (1762)
- Gabriel Hanger, 1. Baron Coleraine (1697–1773)
- John Hanger, 2. Baron Coleraine (1743–1794)
- William Hanger, 3. Baron Coleraine (1744–1814)
- George Hanger, 4. Baron Coleraine (1751–1824)

### Barone Coleraine, dritte Verleihung (1954)
- Richard Kidston Law, 1. Baron Coleraine (1901–1980)
- James Martin Bonar Law, 2. Baron Coleraine (1931–2020)
- James Peter Bonar Law, 3. Baron Coleraine (* 1975)

Titelerbe (Heir Presumptive) ist dessen Onkel, Hon. Andrew Law (* 1933).